# Lista över svenska ord i andra språk
Lista över svenska ord i andra språk tar upp ord som har sitt ursprung i svenskan och därifrån exporterats till andra språk.
Listan tar inte upp ord som till exempel exporterats från fornnordiskan (vilket ibland kan vara besvärligt att avgöra, särskilt hos finska ord). Däremot tar den upp ord som inte längre finns i svenskan, men bildats från svenska beståndsdelar (som till exempel tungsten inom engelskan, som bildats av tung och sten; tungsten är det äldre svenska ordet för det grundämne som i modern svenska kallas volfram).
Vissa ord kan vara lånade från svenskan men allra ytterst ha annat ursprung i sin helhet eller till någon beståndsdel, t.ex. eng. orienteering av svenska orientering som med undantag av ändelsen -ing består av lånade beståndsdelar, som går tillbaka på de klassiska språken, och ordet moped som är sammansatt av latinska rötter, men lanserades i en svenskspråkig kontext och sedan har lånats till flera andra språk. Det förekommer också att ett svenskt varumärke har blivit ett närmast generiskt ord på ett annat språk, såsom polskans elektroluks för dammsugare, av det svenska varumärket Electrolux.
Länkarna i artikeln hänvisar till respektive språks artiklar i ordboken Wiktionary eller i andra hand Wikipedia. Listan är långtifrån fullständig.

## Engelska
- Alvar
- Angstrom (kommer från personen Anders Ångström)
- Fartlek
- Running the gauntlet (folketymologisk ombildning av gatlopp)
- Gravlax
- Lek (i betydelsen fortplantningsbeteende)
- Lingonberry
- Moped
- Ombudsman
- Orienteering
- Sloyd
- Smorgasbord
- Tungsten (äldre svenskt ord för volfram)
- Knäckebröd
- Trapp
- Gyttja
- Varve

## Finska
- Haalari (halare, finlandssvenskt ord för overall)
- Kottikärryt (skottkärra)
- Laki (lag)
- Leffa (film, från "Lefvande bilder")
- Luumu (plommon)
- Lääni (län)
- Näkki(leipä) (Knäcke(bröd), leipä är lånat från fornnordiska hleifr, jfr sv. lev,[1] eng. loaf)
- Pormestari (borgmästare)
- Ranta (strand)
- Ruuvi (skruv)
- Sänky (säng)
- Uuni (ugn)
- Vanki (fånge)
- Ångström

## Franska
- Angström
- Fartlek
- Ombudsman
- Tungstène
- Gravlax

## Italienska
- Angstrom
- Ombudsman
- Tungsteno

## Luxemburgiska
- Angström
- Ombudsman
- Tungsten

## Nederländska
- Ombudsman
- Knäckebröd
- Smörgåsbord
- Ångström
- Skål

## Norska
- Kjendis
- Fjortis
- Høydare[2]
- Loppis

## Polska
- Angstrem
- Elektroluks bara i Poznań dialekt (dammsugare, av det svenska varumärket Electrolux)
- Ombudsman
- Runy (runor)
- Skansen (friluftsmuseum)
- Szkier (skär)

## Portugisiska
- Ångström
- Ombudsman
- Tungstênio

## Rumänska
- Ångström
- Moped
- Ombudsman
- Tungsten

## Ryska
- А́нгстрем (Ángstrem)
- Оз (oz) ås
- Омбудсмен (ombudsmén) ombudsman
- Шхеры (sjchéry) skärgård

## Spanska/katalanska
- Angstrom
- Fartlek
- Lek (i betydelsen fortplantningsbeteende)
- Tungsteno

## Tjeckiska
- Ångström
- Ombudsman
- Ribstol(e) (ribbstol)
- Skanzen/skansen - detta ord uttalas och skrivs vanligen med z (skanzen) i tjeckiska (som i tyska och latinska ord), eftersom bara få vet att skansen har sitt ursprung i svenska.

## Tyska
- Ångström
- Knäckebrot
- Ombudsmann